# Мазуровка (Львовская область)
Мазуровка (укр. Мазурівка) — село в Журавновской поселковой общине Стрыйского района Львовской области Украины.
Население по переписи 2001 года составляло 400 человек. Занимает площадь 1,2 км². Почтовый индекс — 81776. Телефонный код — 3239.